# Anisotome
- Commons
- Wikispecies

Anisotome Hook.f. é um género botânico pertencente à família Apiaceae.
Endêmico da Nova Zelândia

## Espécies
| - Anisotome aromatica - Anisotome capillifolia - Anisotome deltoidea - Anisotome filifolia - Anisotome flexuosa - Anisotome haastii | - Anisotome imbricata - Anisotome latifolia - Anisotome lyallii - Anisotome pilifera - Anisotome procumbens |

- «Lista completa»